# San Lorenzo (Nariño)

Localização do município San Lorenzo, no departamento de Nariño, Colômbia

San Lorenzo é um município da Colômbia, localizado no departamento de Nariño.